# مینچه دونرس
مینجیه دونرز (انگلیسی: Mijntje Donners؛ زادهٔ ۴ فوریهٔ ۱۹۷۴) بازیکن هاکی روی چمن اهل پادشاهی هلند است.